# Park Se-wan
Park Se-wan (박세완?, 朴世完?, Bak SewanLR, Pak SewanMR; Busan, 24 settembre 1994) è un'attrice sudcoreana.
Ha esordito nel 2016 nel film televisivo Ppalgan seonsaengnim, facendosi notare l'anno successivo per le sue apparizioni come personaggio di supporto in Hakgyo 2017 e Robos-i ani-ya. Nel 2018 ha ottenuto il suo primo ruolo da protagonista nella serie adolescenziale Dance Sports Girls, per cui ha vinto il riconoscimento di miglior nuova attrice ai KBS Drama Award. Nel 2019 si è invece aggiudicata un MBC Drama Award come attrice eccellente per la soap opera Du beon-eun eopda.

## Filmografia

### Cinema
- Eonni (언니?), regia di Im Gyeong-taek (2019)
- Dogul (도굴?), regia di Park Jung-bae (2020)
- Yuksa-o (육사오?), regia di Park Gyu-tae (2022)
- Insaeng-eun areumda-wo (인생은 아름다워?), regia di Choi Kook-hee (2022)
- Victory (빅토리?), regia di Park Bum-soo (2024)

### Televisione
- Ppalgan seonsaengnim (빨간 선생님?) – film TV (2016)
- Sseulsseulhago challanhasin - Dokkaebi (쓸쓸하고 찬란하神 - 도깨비?) – serie TV (2016)
- Jachebalgwang office (자체발광 오피스?) – serie TV (2017)
- Hakgyo 2017 (학교 2017?) – serie TV (2017)
- Jeongmadam-ui majimak ilju-il (정마담의 마지막 일주일?) – film TV (2017)
- Robos-i ani-ya (로봇이 아니야?) – serie TV (2017-2018)
- Gach-i sallae-yo (같이 살래요?) – serie TV (2018)
- Neomu hannaj-ui yeon-ae (너무 한낮의 연애?) – film TV (2018)
- Dance Sports Girls (땐뽀걸즈?) – serie TV (2018)
- Joseon saengjon-gi (조선생존기?) – serie TV (2019)
- Du beon-eun eopda (두 번은 없다?) – serial TV (2019-2020)
- So Not Worth It (내일 지구가 망해버렸으면 좋겠어?) – serie TV (2021)
- Lucky (럭키?) – film TV (2021)
- Choejongbyeokgi Alice (최종병기 앨리스?) – serie TV (2022)
- Bak Ha-gyeong yeohaenggi (박하경 여행기?) – serie TV (2023) – cameo
- Doona! (이두나!?) – serie TV (2023)
- Nessun guadagno niente amore (손해 보기 싫어서?) – serie TV (2024)
- Seoul Busters (강력하진 않지만 매력적인 강력반?) – serie TV (2024)
- Knock-Off (넉오프?) – serie TV (2025)